# Коляда Степан Юхимович
Степа́н Юхи́мович Коляда́ (1911—2006) — радянський військовик, учасник Другої світової війни, почесний громадянин Бердичева.

## Життєпис
Народився 1911 року в селі Дідківці сучасного Чуднівського району Житомирської області.
З перших днів війни перебував на передовій — воював проти румунських військ, що наступали. По тому воював на Сталінградському та Волховському фронтах.
Брав участь у знятті блокади Ленінграду, боях на Курській дузі, в складі Брянського, Воронезького, Центрального та Степового фронтів. У грудні 1943–січні 1944-го брав участь у боях за Бердичів. Зазнав важкого поранення на Буковині.
Після лікування повернувся до мирного життя, працював вчителем біології в Чуднівській школі.

## Вшанування
- почесний громадянин Бердичева (рішення міської ради від 2000 року № 270)[1].